# Unterhasbach
Unterhasbach ist ein Ortsteil von Vilkerath in der Stadt Overath im Rheinisch-Bergischen Kreis in Nordrhein-Westfalen, Deutschland.

## Lage und Beschreibung
Der Weiler Unterhasbach liegt oberhalb der Agger an der Grenze zum Oberbergischen Kreis. Von der  Bundesstraße 55, die hier Kölner Straße heißt, führt  eine schmale Straße in die Höhe nach Unterhasbach. Hier erschließt ein weiter Blick die hügelige Landschaft. Orte in der Nähe sind Oberhasbach, Ehreshoven mit dem Schloss Ehreshoven, Unterstaat und Oberstaat.

## Geschichte

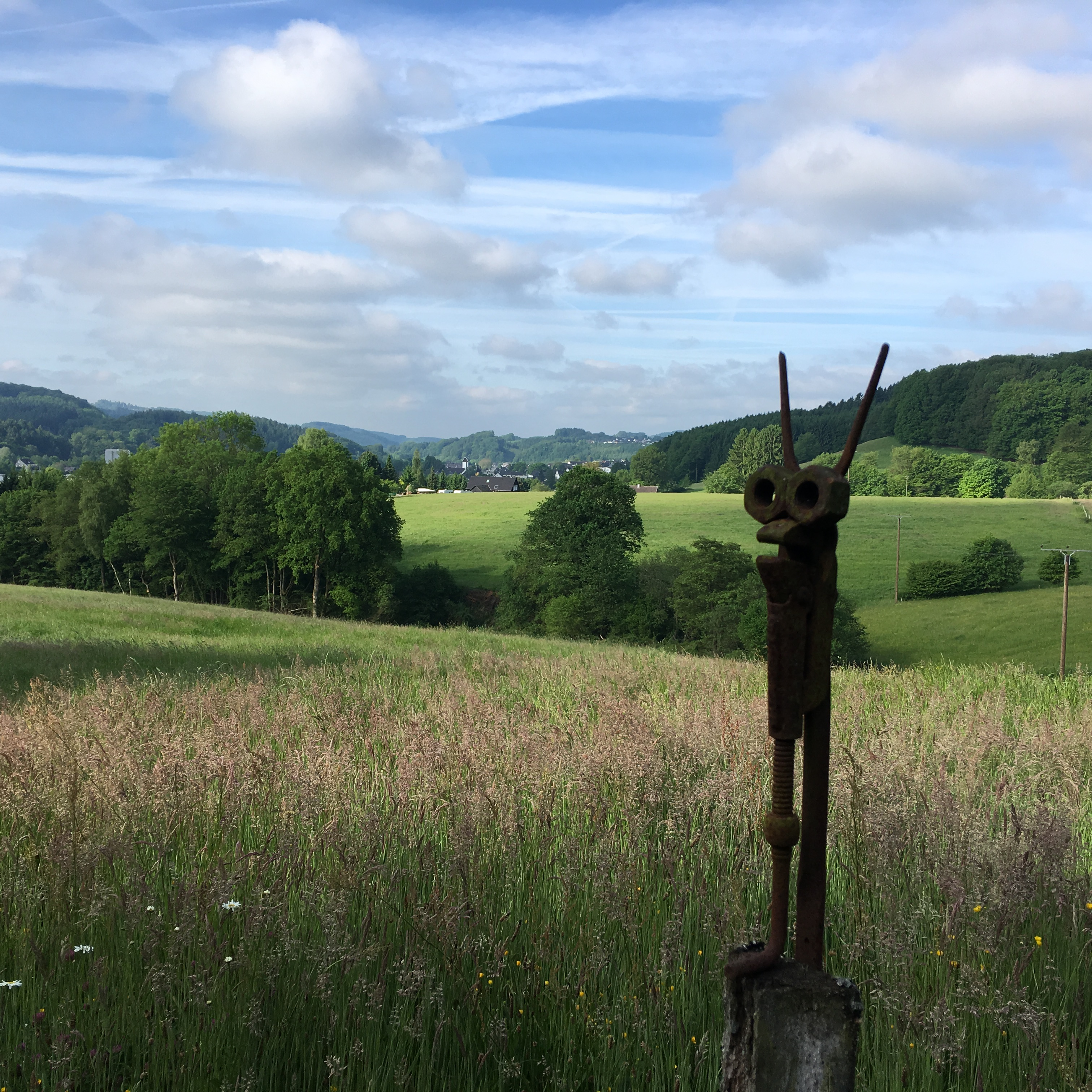
Blick von Unterhasbach aus

Die Topographia Ducatus Montani des Erich Philipp Ploennies, Blatt Amt Steinbach, belegt, dass der Wohnplatz bereits 1715 eine Hofstelle besaß, die als uHasberg beschriftet und als Freihof ausgezeichnet ist. Carl Friedrich von Wiebeking benennt die Hofschaft auf seiner Charte des Herzogthums Berg 1789 als Hassberg. Aus ihr geht hervor, dass der Ort zu dieser Zeit Teil der Honschaft Vilkerath im Kirchspiel Overath war.
Der Ort ist auf der Topographischen Aufnahme der Rheinlande von 1817 als Unt Hasbach verzeichnet. Die Preußische Uraufnahme von 1845 zeigt den Wohnplatz unter dem Namen Unterhasb. Ab der Preußischen Neuaufnahme von 1892 ist der Ort auf Messtischblättern regelmäßig als Unter Hasbach oder Unterhasbach verzeichnet.
1822 lebten sechs Menschen im als Haus kategorisierten und (Unter-)Hasbach bezeichneten Ort, der nach dem Zusammenbruch der napoleonischen Administration und deren Ablösung zur Bürgermeisterei Overath im Kreis Mülheim am Rhein gehörte. Für das Jahr 1830 werden für den als Unter-Hasbach bezeichneten Ort zusammen mit Weißenpferdchen, Wiedenhof und Wustseifen 40 Einwohner angegeben. Der 1845 laut der Uebersicht des Regierungs-Bezirks Cöln als isoliertes Haus kategorisierte und Unter-Hasbach bezeichnete Ort besaß zu dieser Zeit ein Wohngebäude mit zehn Einwohnern, alle katholischen Bekenntnisses.
Die Liste Einwohner und Viehstand, die vor allem der Steuererhebung diente, zählte in Unterhasbach 9 Bewohner, darunter die achtköpfige Familie (drei Kinder) des Ackerers und Pächters Wilhelm Klug und eine namenlose Person Gesinde. Klug gehörten der Aufzeichnung nach 1 Ochse, 3 Kühe und 1 Schwein.  Der Hausnummerierungs Kataster von 1907 führte als Besitzerin des Hauses Nr. 1 Gräfin von Nesselrode auf, als Bewohner Wilhelm Wiedenhöfer.
Die Gemeinde- und Gutbezirksstatistik der Rheinprovinz führt Unterhasbach 1871 mit einem Wohnhaus und neun Einwohnern auf. Im Gemeindelexikon für die Provinz Rheinland von 1888 werden für Unter Hasbach ein Wohnhaus mit neun Einwohnern angegeben. 1895 besitzt der Ort ein Wohnhaus mit fünf Einwohnern und gehörte konfessionell zum katholischen Kirchspiel Hohkeppel, 1905 werden ein Wohnhaus und acht Einwohner angegeben.